# Echiophis intertinctus
Echiophis intertinctus är en fiskart som först beskrevs av Richardson, 1848.  Echiophis intertinctus ingår i släktet Echiophis och familjen Ophichthidae. Inga underarter finns listade i Catalogue of Life.